# Brecljevo
Brecljevo este o localitate din comuna Šmarje pri Jelšah, Slovenia, cu o populație de 167 de locuitori.